# Збуњеност
Конфузија (према лат. confusĭo, -ōnis, од лат. confundere: „сипати заједно”, „мешати заједно”, „збунити”) стање је унезверености/збуњености или нејасноће у нечијем уму по питању нечега.